# Total Expense Ratio
Die Total Expense Ratio (Abkürzung: TER) oder Gesamtkostenquote ist eine Kennzahl, die Aufschluss darüber gibt, welche Kosten bei einem Investmentfonds jährlich zusätzlich zum Ausgabeaufschlag anfallen.
Sie wird berechnet als {\displaystyle {\text{TER}}={\frac {\text{Gesamtkosten des Jahres}}{\text{Gemittelter Fondswert des Jahres}}}} und als Prozentwert angegeben.
Die Total Expense Ratio greift auf Ebene des Fonds und enthält Verwaltungsgebühren wie z. B. für die Fondsgeschäftsführung, das Portfoliomanagement, Wirtschaftsprüfer und Betriebskosten sowie sonstige Gebühren wie Depotbankgebühren, jedoch (in Deutschland und der Schweiz) ohne Transaktionskosten, d. h. die auf Fondsebene beim Wertpapierkauf/-verkauf entstehenden Kosten, Maklerkosten (Immobilienfonds) und die gesondert aufzuführenden, erfolgsabhängigen „performance fees“.
Sie schließt nicht die beim Fondskauf/Fondsverkauf zu bezahlenden Kauf- und Verkaufsspesen sowie einen allenfalls zu bezahlenden Ausgabeaufschlag ein, da diese Kosten auf der Ebene des Anlegers liegen.

## Internationale und nationale Bedeutung
Die Kennziffer geht auf das britische Fonds-Research-Unternehmen Fitzrovia International plc (aufgegangen in Thomson Reuters Lipper) zurück, das 1993 begann, die Kosten für weltweit 40.000 Investmentfonds zu untersuchen. Ab 2004 schrieb § 41 des deutschen Investmentgesetzes (InvG) vor, dass Investmentgesellschaften die Gesamtkostenquote (= TER) in Prozent anzugeben haben. Die Veröffentlichungspflicht betrifft nur solche Fonds, die in Deutschland zum Vertrieb zugelassen sind. Gemäß § 166 des deutschen Kapitalanlagegesetzbuches (KAGB) als Nachfolgeregelung des Investmentgesetzes umfasst die Gesamtkostenquote "sämtliche vom Investmentvermögen im Jahresverlauf getragenen Kosten und Zahlungen im Verhältnis zum durchschnittlichen Nettoinventarwert des Investmentvermögens". Sie "wird in den wesentlichen Anlegerinformationen unter der Bezeichnung „laufende Kosten“ [...] zusammengefasst [und] [...] ist als Prozentsatz auszuweisen". 
Die in die TER einzubeziehenden Positionen können – je nach nationalen Gegebenheiten – von Herkunftsland zu Herkunftsland variieren. Der Bundesverband der Investmentgesellschaften (BVI Bundesverband Investment und Asset Management e.V.) hat eine Richtlinie zur TER herausgegeben, deren Umsetzung jedoch keine Verpflichtung ist. Besonders genannt werden in der Richtlinie die Kosten für die Erstellung, Übersetzung, Hinterlegung und Veröffentlichung von Vertragsbedingungen und Verkaufsprospekten, des Weiteren alle administrativen Kosten für die Registrierung bei Behörden und Börsen und schließlich auch die auf den Fonds entfallenden Kosten für Werbung und direkte Kosten beim Verkauf der Fondsanteile.
Bei Aktienfonds liegt die Total Expense Ratio meist zwischen 1,0 und 2,5 %. Die Kosten in der Unterkategorie der Exchange Traded Funds (ETFs) liegen meist unter denen der aktiv gemanagten Fonds im Bereich zwischen 0,03 und 1,38 %. Nach einem Ländervergleich von Fitzrovia von 2007 lag bei Fonds mit Aktien aus Deutschland die TER durchschnittlich bei etwa 1,4 Prozent. Bei Rentenfonds betrug es im Schnitt rund 0,8 % und bei Geldmarktfonds ca. 0,5 %, für die in der Schweiz angebotenen Fondsprodukte wurde mit rund 1,0 % bzw. 0,7 % im Schnitt eine zwei Zehntel höhere TER ermittelt. Von amerikanischen Gesellschaften aufgelegte Aktienfonds schnitten im Vergleich zu europäischen bei der TER-Kennzahl deutlich günstiger ab.

## Kritik
Durch die Berechnung der TER verbessert sich zwar die Vergleichbarkeit einzelner Fonds, vollkommene Kostentransparenz ist jedoch nicht gegeben, da Kosten, die aus Käufen und Verkäufen innerhalb des Fondsvermögens entstehen (Handelskosten, Courtagen und ggf. Börsenumsatzsteuern), sowie erfolgsabhängige Vergütungen (performance fees) nicht enthalten sind. Auch die sonstigen Kosten, wie z. B. Kosten für Beratungsleistung, Spesen für Anlageausschusssitzungen, finden im Ausweis der TER keine Berücksichtigung. Alle diese unberücksichtigten Kostenarten können dabei jedoch einen Gutteil der insgesamt anfallenden Kosten ausmachen.
Gerade Performancegebühren wurden seit 2002 in vielen neuaufgelegten Fonds eingeführt. Laut den Fondsbeobachtern von „Fitzrovia Lipper“ waren im Jahr 2002 nur zwei Prozent aller in Deutschland für den Vertrieb zugelassenen Fonds mit Erfolgsprämien versehen, während es im Jahr 2007 bereits zwölf Prozent waren.
Teilweise wird die Bezeichnung „Total Expense Ratio“ (TER) als grob irreführend beschrieben, da sie einen oftmals großen Anteil an den Gesamtkosten, nämlich die Transaktionskosten bei der Abwicklung von Börsenaufträgen der Investmentfonds, gerade nicht enthält. Bei der aktuellen Rechtslage sei ein Anleger in deutschen Investmentfonds – bei denen angeblich der höchstmögliche Anlegerschutz sichergestellt sein soll – den Interessen der Fondsanbieter weitgehend schutzlos ausgeliefert, da das Investmentgesetz keine Veröffentlichung der Transaktionskosten vorsieht. Hinsichtlich seiner Auskunftsrechte zur Verwendung seiner Gelder sei der Anleger in Investmentfonds deutlich schlechter gestellt als ein Anleger in geschlossenen Fonds oder sonstige Anlageprodukte.
Weniger irreführend kann dagegen die noch weniger verbreitete Real Total Expense Ratio (Abkürzung: RTER oder realTER) sein. Die Real Total Expense Ratio ist eine Kennzahl, die die Gesamtkostenquote (Total Expense Ratio) tatsächlich (real) darstellt. Sie enthält alle wesentlichen Kosten auf Fondsebene, dazu gehören insbesondere Handelskosten und eventuelle Erfolgshonorare. Die Formel für die Real Total Expense Ratio lautet:
{\displaystyle {\text{RTER}}={\text{TER + Handelskosten + etwaige Erfolgshonorare + alle etwaigen sonstige Kosten auf Ebene des Fonds}}}